# Joseph Duplessis
Joseph-Siffred Duplessis (Carpentras, próximo a Avinhão, 22 de setembro de 1725 – Versalhes, 1 de abril de 1802) foi um pintor francês, conhecido por seus retratos.
Nasceu em uma família de artistas e recebeu sua primeira formação de seu pai, um cirurgião e talentoso aficionado, depois de Joseph-Gabriel Imbert (1666–1749), que havia sido aluno de Charles Le Brun. Desde 1744, até 1747, trabalhou em Roma, no ateliê de Pierre Subleyras, que também era do sul da França. Na Itália Duplessis se tornou grande amigo de Joseph Vernet.
Retornou a Carpentras, passou um breve período em Lyon e logo chegou aos redores de Paris em 1752, onde foi aceito na Academia de Saint-Luc. Lá expôs vários retratos, que já eram sua especialidade. Mas estas obras ainda não chamavam muita atenção, até a mostra de dez pinturas no Salão de Paris de 1769, onde foram muito bem recebidas e receberam atenção especial por parte de Denis Diderot. Então, a Académie de peinture et de sculpture o aceitou na categoria de retratista, considerada, nesta época, uma categoria menor. Seguiu expondo no Salão de Paris, tanto pinturas acabas como esboços, até 1791 e, novamente, em 1801.
Seu retrato de Maria Antonieta em 1771 e sua nomeação como um peintre du Roi, lhe asseguraram o êxito. A maior parte de seus retratos datam das décadas de 1770 e 1780. Recebeu alojamento privilegiado nas Galerias do Louvre. Durante a Revolução Francesa se retirou para Carpentras. Depois, a partir de 1769, ocupou o cargo de curador do museu recentemente formado em Versalhes.
Ajustou seu estilo à condição social do modelo: seu retrato de Charles-Claude, conde de Angiviller, diretor dos Bâtiments du Roi, é tão distante e convencional como seu retrato de estado de Luis XVI com o traje de coroação (1776), enquanto que seu retrato realista e íntimo do compositor de ópera Christoph Willibald Gluck capta o músico ao teclado em um momento de inspiração e seu penetrante retrato do escultor Christophe Gabriel Allegrain o mostra justamente quando acaba de pousar seu cinzel.

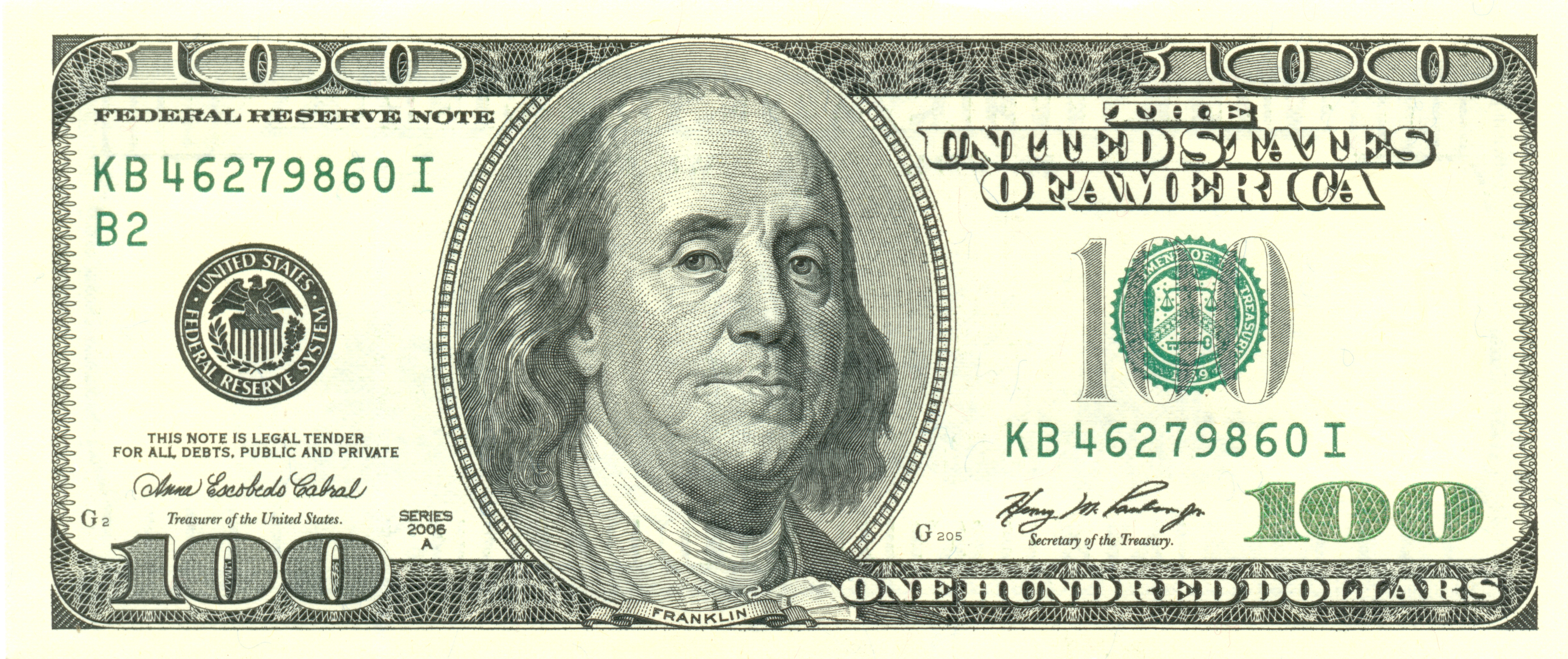
Retrato de Benjamin Franklin, obra de Duplessis na nota de cem dólares

Seu retrato de Benjamin Franklin (1778), mais que nenhum outro, fixou a imagem do presidente americano para a eternidade.
De seu retrato do economista Jacques Necker, encontrado no Château de Coppet de Voltaire foram feitas várias versões reduzidas, uma das quais está no Louvre.
Muitos de seus retratos foram divulgados amplamente através de gravuras.